# 사이클론 가브리엘

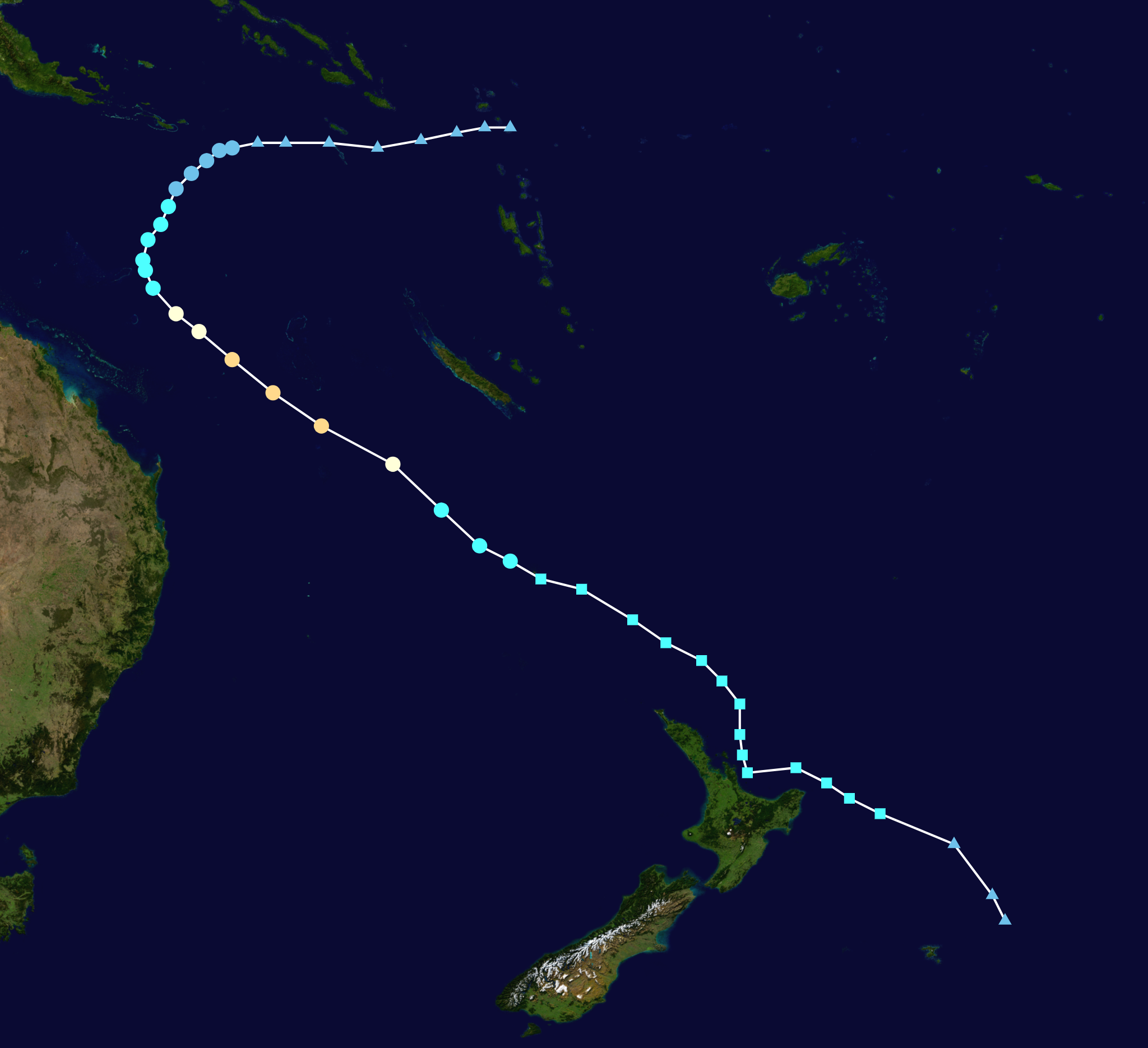
사이클론 가브리엘의 이동 지도

가브리엘(영어: Severe Tropical Cyclone Gabrielle)은 2023년 2월 6일 뉴질랜드 북섬을 강타한 사이클론이다. 이 사이클론으로 뉴질랜드는 국가 비상사태를 선포하였으며 2월 12일 기준 폭우와 강풍으로 5만 8천여 가구가 고립된 상태이다.

## 피해
북섬지역 일대에서 집이 붕괴되고 나무가 쓰러지면서 전선을 무너뜨려 4만 6천 채의 주택이 정전되는 피해를 입었으며 오클랜드 공항의 국내·국제 항공편 수백 편이 취소되었고 열차 운행 역시 중단되었다.